# Glenea cardinalis
Glenea cardinalis é uma espécie de escaravelho da família Cerambycidae. Foi descrita por Thomson em 1860. É conhecida a sua existência na Índia, Camboja, e Myanmar.